# Madagascarina beyeri
Madagascarina beyeri är en tvåvingeart som beskrevs av Lindner 1967. Madagascarina beyeri ingår i släktet Madagascarina och familjen vapenflugor.
Artens utbredningsområde är Madagaskar. Inga underarter finns listade i Catalogue of Life.